# Erwin Kehrer
Erwin Karl Adolph Kehrer (* 19. April 1874 in Gießen; † 13. Dezember 1959 in Heidelberg) war ein deutscher Gynäkologe.

## Leben
Er studierte Medizin in Heidelberg und München. Er war Mitglied der Studentenverbindung Leonensia Heidelberg. Nach der Promotion 1899 zum Doktor der Medizin in Heidelberg wurde er 1902 zum Oberarzt an der Universitäts-Frauenklinik in Heidelberg ernannt. Nach der Habilitation 1904 im Fach Geburtenhilfe und Gynäkologie in Heidelberg wurde er 1909 zum außerordentlichen Professor in Heidelberg und zum 1910 ordentlicher Professor für Gynäkologie in Bern und Direktor der Universitäts-Frauenklinik ernannt. Von 1925 bis 1939 war er ordentlicher Professor für Geburtenhilfe und Gynäkologie in Marburg und Direktor der Universitäts-Frauenklinik und der Hebammen-Lehranstalt. 1939 wurde er emeritiert.
Zu seinem 70. Geburtstag wurde ihm im Jahr 1944 die Goethe-Medaille für Kunst und Wissenschaft verliehen.